# Stenomacrus ulmicola
Stenomacrus ulmicola är en stekelart som först beskrevs av William Harris Ashmead 1896.  Stenomacrus ulmicola ingår i släktet Stenomacrus och familjen brokparasitsteklar. Inga underarter finns listade i Catalogue of Life.